# غاريث هنري
غاريث هنري (بالإنجليزية: Gareth Henry)‏ هو لاعب كرة الريشة جامايكي، ولد في 10 أغسطس 1991 في ماندفيل ‏ في جامايكا.

## وصلات خارجية
- غاريث هنري على موقع BWF.tournamentsoftware.com (الإنجليزية)
- غاريث هنري على موقع BWFbadminton.com (الإنجليزية)
- غاريث هنري على موقع اتحاد ألعاب الكومنولث (مؤرشف) (الإنجليزية)
- غاريث هنري على موقع اتحاد ألعاب الكومنولث (مؤرشف) (الإنجليزية)